# Убийство Заремы Садулаевой и Алика Джабраилова
Убийство Заремы Садулаевой и Алика Джабраилова произошло в период времени между полднем 10 августа 2009, когда Зарема Садулаева и Алик Джабраилов были похищены из офиса, где они работали в организации «Спасём поколение», в центре Грозного в Чечне, и 11 августа 2009, когда рано утром их тела были найдены на окраине Грозного. Убийство вызвало широкую международную реакцию, правозащитники, международные институты и представители иностранных государств осудили это убийство и потребовали от России как можно скорее найти убийц.

## Зарема Садулаева и Алик Джабраилов
Зарема Садулаева и Алик Джабраилов были молодожёнами, их свадьба произошла за месяц до убийства. Обоим было по 33 года. Зарема Садулаева руководила благотоворительной организацией «Спасём поколение», которая помогала детям с ранениями и инвалидностью получать лечение и образование. Зарема Садулаева была родом из расположенного недалеко от Грозного населённого пункта Шалахи. Алик Джабраилов, который незадолго до этого был приговорён к четырём годам тюрьмы за участие в военных действиях, был освобождён в начале 2009 года по амнистии. По сообщению анонимного источника, женщины, которая была знакома с потерпевшей, Зарема Садулаева была беременной на момент убийства.

## Единственный свидетель
Единственным свидетелем похищения был сотрудник организации «Спасём поколение». Свидетель увидел, как шесть неизвестных вошли в офис организации в 2 часа пополудни 10 августа 2009, и увели Зарему Садулаеву и Алика Джабраилова. Затем похитители вернулись в офис, чтобы забрать телефоны и машину, принадлежавших Зареме Садулаевой и Алику Джабраилову. Этот единственный свидетель был взят государством под охрану из-за опасений за его жизнь.

## Поиск потерпевших
Новость о похищении Заремы Садулаевой и Алика Джабраилова быстро распространилась среди правозащитников, которые собрались у вечером у здания полиции в Грозном, куда вызвали родителей похищенных для опроса. Тела со следами от пулевых ранений были найдены на следующий день ранним утром в Заводском районе города Грозного, в посёлке Черноречье, в багажнике автомобиля, принадлежавшем Джабраилову.

## Реакция российских властей
Президент Чеченской республики Рамзан Кадыров сделал заявление 11 августа 2009 о происшедшем убийстве, что это — вызов правительству Чечни и ему лично, и он потребовал, чтобы силовые структуры раскрыли это преступление в кратчайшие сроки.
Президент России Дмитрий Анатольевич Медведев потребовал от Генпрокуратуры РФ, МВД и ФСБ расследовать преступление и найти убийц. Также Медведев поручил властям Чеченской республики обеспечить всякое содействие федеральным органам в расследовании преступления.

## Международная реакция
Помощник госсекретаря США по связям с общественностью Филип Кроули сказал 11 августа 2009, что в США обеспокоены происходящими в России убийствами правозащитников: «Нас во всей большей степени тревожит насилие в отношении тех, кто выступает в защиту прав человека, за верховенство закона, независимость СМИ и оказание гуманитарной помощи на Северном Кавказе».
Глава министерства иностранных дел Франции Бернард Кушнер опубликовал заявление о том, что когда убийства правозащитников в Чечне стали систематическими, Франция призывает Россию приложить все усилия, чтобы убийцы были найдены и понесли наказание.
Также преступление осудили и потребовали найти и наказать убийц: министерство иностранных дел Германии, Европейская комиссия, Парламентская ассамблея Совета Европы.
Правозащитные организации Эмнести Интернэшнл и Хьюман Райтс Вотч организовали кампанию по привлечению внимания международной общественности и правительств, чтобы заставить российские власти провести честное расследование.

## Расследование убийства
Расследование убийства было взято под контроль Генеральным прокурором России Юрием Чайкой, который также направил на место преступления главу Следственного комитета Александра Бастрыкина.